# Emil Miljković
Emil Miljković (1988. május 26.) bosnyák labdarúgó, csatár.

## Pályafutása

### Ferencváros
2010. augusztus 17-én kötött hároméves szerződést a Ferencvárossal, miután a szlovén Nafta Lendava csapatánál lejárt a szerződése.
2011 nyarán távozott a csapattól.